# UCI Asia Tour 2013
L'UCI Asia Tour 2013 fu la nona edizione dell'UCI Asia Tour, uno dei cinque circuiti continentali di ciclismo dell'Unione Ciclistica Internazionale. Era composto da trentacinque corse che si tennero tra ottobre 2012 e settembre 2013 in Asia, tra le quali le gare dei campionati asiatici di ciclismo su strada.

## Calendario

### Ottobre 2012
| Data  | Prova            | Cat. | Vincitore       | Squadra             |
| ----- | ---------------- | ---- | --------------- | ------------------- |
| 20-28 | Tour of Hainan   | 2.HC | Dmitrij Gruzdev | Astana Pro Team     |
| 21    | Japan Cup (2012) | 1.HC | Ivan Basso      | Liquigas-Cannondale |

### Novembre 2012
| Data  | Prova              | Cat. | Vincitore     | Squadra               |
| ----- | ------------------ | ---- | ------------- | --------------------- |
| 1-8   | Tour of Taihu      | 2.2  | Milan Kadlec  | ASC Dukla Praha       |
| 10-14 | Milad De Nour Tour | 2.2  | annullata     |                       |
| 18-20 | Tour of Fuzhou     | 2.2  | Choi Ki Ho    | Hong Kong Pro Cycling |
| 25    | Tour de Okinawa    | 1.2  | Thomas Palmer | Drapac Cycling        |

### Dicembre 2012
| Data  | Prova           | Cat. | Vincitore  | Squadra            |
| ----- | --------------- | ---- | ---------- | ------------------ |
| 7-9   | Tour de Ijen    | 2.2  | Choi Ki Ho | Hong Kong          |
| 17-21 | Tour of Vietnam | 2.2  | En Huang   | MAX Success Sports |

### Febbraio
| Data  | Prova               | Cat. | Vincitore        | Squadra                             |
| ----- | ------------------- | ---- | ---------------- | ----------------------------------- |
| 3-8   | Tour of Qatar       | 2.HC | Mark Cavendish   | Omega Pharma-Quickstep Cycling Team |
| 11-16 | Tour of Oman (2013) | 2.HC | Chris Froome     | Sky Procycling                      |
| 21-3  | Tour de Langkawi    | 2.HC | Julián Arredondo | Team Nippo-De Rosa                  |

### Marzo
| Data  | Prova                                     | Cat. | Vincitore           | Squadra        |
| ----- | ----------------------------------------- | ---- | ------------------- | -------------- |
| 14    | Campionati asiatici - Cronometro          | CC   | Muradjan Halmuratov | Uzbekistan     |
| 14    | Campionati asiatici - Cronometro Under-23 | CC   | Daniil Fominykh     | Kazakistan     |
| 16    | Campionati asiatici - In linea Under-23   | CC   | Ali Khademi         | Iran           |
| 17    | Campionati asiatici - In linea            | CC   | Muradjan Halmuratov | Uzbekistan     |
| 18-24 | Tour de Taïwan                            | 2.1  | Bernard Suzlberger  | Drapac Cycling |

### Aprile
| Data  | Prova                 | Cat. | Vincitore      | Squadra                           |
| ----- | --------------------- | ---- | -------------- | --------------------------------- |
| 1-6   | Tour of Thailand      | 2.2  | Ki Ho Choi     | Team Hong Kong China              |
| 13-16 | Le Tour de Filipinas  | 2.2  | Ghader Mizbani | Tabriz Petrochemical Cycling Team |
| 21    | Melaka Governor's Cup | 1.2  | Lex Nederlof   | CCN Cycling Team                  |

### Maggio
| Data  | Prova                      | Cat. | Vincitore         | Squadra                   |
| ----- | -------------------------- | ---- | ----------------- | ------------------------- |
| 19-26 | Tour of Japan              | 2.1  | Fortunato Baliani | Nippo-De Rosa             |
| 22-27 | Tour of Iran (Azerbaigian) | 2.2  | Ghader Mizbani    | Tabriz Petrochemical Team |
| 30-2  | Tour de Kumano             | 2.2  | Julián Arredondo  | Nippo-De Rosa             |

### Giugno
| Data  | Prova             | Cat. | Vincitore      | Squadra                                 |
| ----- | ----------------- | ---- | -------------- | --------------------------------------- |
| 2-9   | Tour of Singkarak | 2.1  | Ghader Mizbani | Tabriz Petrochemical Team               |
| 9-16  | Tour de Korea     | 2.2  | Michael Cuming | Rapha Condor JLT                        |
| 15    | Golan I           | 1.2  | annullata      |                                         |
| 17    | Golan II          | 1.2  | annullata      |                                         |
| 20    | Golan III         | 1.2  | annullata      |                                         |
| 26-30 | Jelajah Malaysia  | 2.2  | Loh Sea Keong  | OCBC Singapore Continental Cycling Team |

### Luglio
| Data | Prova                | Cat. | Vincitore           | Squadra                   |
| ---- | -------------------- | ---- | ------------------- | ------------------------- |
| 7-20 | Tour of Qinghai Lake | 2.HC | Mirsamad Pourseyedi | Tabriz Petrochemical Team |

### Agosto
| Data  | Prova          | Cat. | Vincitore      | Squadra                   |
| ----- | -------------- | ---- | -------------- | ------------------------- |
| 18-22 | Tour of Borneo | 2.2  | Ghader Mizbani | Tabriz Petrochemical Team |
| 25-29 | Kerman Tour    | 2.2  | annullata      |                           |

### Settembre
| Data  | Prova             | Cat. | Vincitore            | Squadra                      |
| ----- | ----------------- | ---- | -------------------- | ---------------------------- |
| 4-7   | Tour of East Java | 2.2  | José Vicente Toribio | Team Ukyo                    |
| 14-16 | Tour de Hokkaido  | 2.2  | Thomas Lebas         | Bridgestone Anchor           |
| 14-20 | Tour of China I   | 2.1  | Kirill Pozdnjakov    | Synergy Baku Cycling Project |
| 23-30 | Tour of China II  | 2.1  | Alois Kaňkovský      | ASC Dukla Praha              |
| 25-29 | Tour de Brunei    | 2.2  | annullata            |                              |

## Classifiche
Risultati finali.
| Pos. | Corridore           | Squadra     | Punti |
| ---- | ------------------- | ----------- | ----- |
| 1    | Julián Arredondo    | Team Nippo  | 343   |
| 2    | Alois Kaňkovský     | Dukla Praha | 288   |
| 3    | Ghader Mizbani      | Tabriz      | 276   |
| 4    | Mirsamad Pourseyedi | Tabriz      | 269   |
| 5    | Benjamin Giraud     | La Pomme    | 245   |
| 6    | Choi Ki Ho          | -           | 243   |
| 7    | Milan Kadlec        | Dukla Praha | 202   |
| 8    | Kirill Pozdnyakov   | Synergy     | 200   |
| 9    | Muradjan Halmuratov | RTS-Santic  | 186   |
| 10   | Fortunato Baliani   | Nippo       | 172   |

| Pos. | Squadra                      | Punti |
| ---- | ---------------------------- | ----- |
| 1    | Tabriz Petrochemical         | 813   |
| 2    | Team Nippo-De Rosa           | 609   |
| 3    | ASC Dukla Praha              | 518   |
| 4    | Synergy Baku Cycling Project | 493   |
| 5    | Continental Team Astana      | 425   |
| 6    | La Pomme Marseille           | 346   |
| 7    | Terengganu Cycling Team      | 333   |
| 8    | Drapac Cycling               | 328   |
| 9    | RTS-Santic Racing Team       | 291   |
| 10   | Bridgestone Anchor           | 256   |

| Pos. | Nazione       | Punti  |
| ---- | ------------- | ------ |
| 1    | Iran          | 1 068  |
| 2    | Kazakistan    | 649    |
| 3    | Giappone      | 593    |
| 4    | Hong Kong     | 592    |
| 5    | Malaysia      | 588,25 |
| 6    | Uzbekistan    | 317    |
| 7    | Corea del Sud | 278,25 |
| 8    | Indonesia     | 193    |
| 9    | Cina          | 185    |
| 10   | Kirghizistan  | 148    |